# Берюль, Пьер де
Пьер де Берюль (фр. Pierre de Bérulle; 4 февраля 1575, Серийи, королевство Франция — 2 октября 1629, Париж, королевство Франция) — французский католический богослов, кардинал, мистик, основатель французской ветви ораторианцев. Генеральный настоятель ораторианцев во Франции  с 10 мая 1613 по 2 октября 1629. Аббат-коммендатарий аббатства Мармутье и аббатства Сен-Люсьен де Бове с 28 февраля по 2 октября 1629. Кардинал-священник с 30 августа 1627.

## Биография
Родился в небольшом городке Серийи возле Труа в Шампани, учился в Клермонском колледже и в парижской Сорбонне, в 1599 году был рукоположён в священники. С целью содействия духовному возрождению клира основал в 1611 году французский ораторий по примеру римского оратория, созданного святым Филиппом Нери в Италии. Кроме того, помогал молодому Викентию де Полю в его деятельности и долгое время был его наставником.
Берюль принимал активное участие в политической жизни, был исповедником Генриха IV после его обращения в католицизм, советником французской королевы Марии Медичи, выполнял дипломатические миссии в Лондоне и Мадриде, а в последние годы жизни противостоял Ришельё при дворе Людовика XIII.
В 1627 году папа Урбан VIII возвёл де Берюля в достоинство кардинала, а позднее даровал ему почётный титул «апостол воплощённого Слова», подчеркнув то значение, которое имели богословские работы Берюля в области исследования тайны воплощения Христа.
Вместе с родственницей, блаженной Марией Воплощения, в миру Варварой Аврийо (в замужестве Акари), содействовал основанию во Франции монастырей босых кармелиток. С этой целью в 1604 году из Испании во Францию им были приглашены монахини, в числе которых были блаженная Анна Святого Варфоломея, в миру Анна Гарсия и достопочтенная Анна Иисуса, в миру Анна Де Лобера, ближайшие соратницы великого мистика и реформатора ордена, святой Терезы Авильской.

## Труды
- Трактат об энергуменах (1599).
- Восхождения (1627).
- Жизнь Иисуса (1629).